# 2020年東京オリンピックのアルジェリア選手団
2020年東京オリンピックのアルジェリア選手団は、2021年7月23日から8月8日まで日本の東京で開催された2020年東京オリンピックのアルジェリア選手団の名簿。

## 種目別選手・スタッフ名簿及び成績

### 自転車
- 1名出場予定（男子ロードレース）

### 競泳
以下の選手が出場資格を獲得している。
- ウサマ・サノウネ
  - （男子50m自由形）
  - （男子100m自由形）